# 伊朗国家石油公司
伊朗国家石油公司（波斯語：شرکت ملّی نفت ایران）是一个伊朗石油部监管下的國營石油和天然气企业，总部位於首都德黑兰。

## 历史
1948年成立，被媒体认为是世界上第二大石油公司。